# Сулейманов, Умуд Сулейман оглы
Умуд Сулейман оглы Сулейманов (азерб. Ümid Süleyman oğlu Süleymanov; 1903, Деврус, Зангезурский уезд — 1982, Баку) — советский азербайджанский партийный деятель, Герой Социалистического Труда (1949).

## Биография
Родился в 1903 году в селе Деврус Зангезурского уезда Елизаветпольской губернии (позже Кафанского района Армянской ССР, ныне село Таврус в Сюникской области, Армения).
В 1921—1951 годах — находился на партийной и комсомольской работе, с 1937 по 1943 год — первый секретарь Ленкоранского, с 1943 по 1951 год — первый секретарь Нухинского городских комитетов Компартии Азербайджана. В 1948 году обеспечил своей работой перевыполнение в среднем по Нухинскому району планового сбора хлопка на 24,4 процента.
Указом Президиума Верховного Совета СССР от 1 июля 1949 года за получение в 1948 году высоких урожаев табака Сулейманову Умуду Сулейман оглы присвоено звание Героя Социалистического Труда с вручением ордена Ленина и золотой медали «Серп и Молот».
Активно участвовал в общественной жизни Азербайджана. Член КПСС с 1921 года.
Скончался в 1982 году в городе Баку.